# Dornier Do P
Dornier Do P – niemiecki ciężki bombowiec zbudowany w zakładach Dornier w latach 30. XX wieku.  Zbudowano tylko jeden prototyp, z powodu niezadowalających osiągów samolot nie wszedł do produkcji seryjnej.

## Historia
Prace nad Dornier Do P, który jak na ówczesnej czasy był bardzo dużym samolotem, rozpoczęto w 1928 na zamówienie Reichsverkehrsministerium (Ministerstwa Transportu).
Do P był górnopłatem ze skrzydłami podpartymi zastrzałami o konstrukcji prawie całkowicie metalowej, z częściami płata krytymi płótnem.  Maszyna napędzany była czterema silnikami gwiazdowymi Siemens-Jupiter o mocy 500 KM każdy.  Silniki znajdowały się w gondolach umieszczonych nad skrzydłem, po dwa silniki w każdej gondoli w konfiguracji tandem z jednym silnikiem pchającym i drugim ciągnących.  Ukończony prototyp został przesłany do niemieckiej bazy lotniczej w radzieckim Lipiecku gdzie został poddany testom.  Osiągi samolotu zostały określone jako niezadowalająca i nie wszedł on do produkcji seryjnej.